# Parányi varázslat: Az esküvő
A Parányi varázslat: Az esküvő (eredeti cím: The Good Witch's Gift) egy 2010-ben bemutatott amerikai tévéfilm, melyet a Hallmark Channel tűzött műsorára, a "Parányi varázslat" tévéfilm-sorozat harmadik epizódja. A főszerepben Catherine Bell és Chris Potter láthatóak. Magyarországon a Story4 mutatta be.

## Cselekménye
|  | Alább a cselekmény részletei következnek! |

Cassie Nightingale és Jake Russell immár jegyesek, és az esküvőjüket tervezgetik. Jake a tökéletes karácsonyi ajándékot szeretné neki megtalálni, ám ezt nem is olyan egyszerű megadni valakinek, aki mindenkivel csupa jót tesz. Kitalálja, hogy azt adja ajándékba, hogy karácsony reggelén már a családja körében ébredhet fel, azaz szentestére esküvőt szervez. Erre alig egy hét áll rendelkezésére, ezért mindenki segítségét igénybeveszi. Martha Tinsdale, akivel a férje nemrég közölte, hogy anyagilag tönkrementek, egy esküvőszervező vállalkozásba fog, és Cassie esküvőjének szervezését is magára vállalja. Betty, a pékség tulajdonosa készíti a tortát, akinek a segítségéért cserébe Cassie egy csodaszép nyakláncot ajándékoz.
Eközben Jake-nek más gondjai is akadnak. Leon Deeks, egy bankrablásért elítélt férfi feltételesen szabadlábra kerül tízéves börtönbüntetéséből. A pénzt, amit ellopott, sosem találták meg. Leon elmegy régi otthonába, ahol lánya, Jody örömmel fogadja, neje viszont, aki beadta ellene a válópert, kidobja a házból. Jody most Brandon barátnője, és ketten együtt ellátogatnak Cassie boltjába. Cassie időközben Lorira bízta egyik legféltettebb kincsét: a gyűrűt, ami az egyetlen tárgyi emléke a vér szerinti anyjától. Hárman beszélgetni kezdenek, majd Jody hirtelen távozik - és Lori ekkor veszi észre, hogy nincs meg a gyűrű. Mivel Jodyra gyanakszik, ellátogat hozzájuk, de mielőtt becsengethetne, Brandon rajtakapja, és leszidja, amiért pusztán az apja miatt azt feltételezi a lányról is, hogy tolvaj. Később aztán kiderül, hogy Martha volt az, aki véletlenül berakta a táskájába pakolászás közben.

A nagy napon is csak sokasodnak a bajok. Előbb kiderül, hogy nem tudnak kiállítani anyakönyvi kivonatot Cassie-nek, majd tévedésből rosszat kézbesítenek, a lelkész autója lerobban, egy kutya pedig beleeszik az esküvői tortába. Ráadásul George is bejelenti, hogy Montrealba szeretne költözni - Cassie beszéli le róla azzal, hogy felkéri, legyen a frissen panzióvá alakított Grey-ház egyik vezetője. A problémák végül megoldódnak: az anyakönyvi papírokat sikerül rendezni, Martha férje legálisan összeadhatja a párt, és végül egy új torta is készül. Leon, aki Cassie boltjában rejtette el a lopott pénzt, amikor az még egy romos üzlethelyiség volt, többször is fültanúja lesz annak, mennyire hiányzik a lányának egy igazi család. Bűntudatos lesz, átadja a rendőrségnek a lopott pénzt, majd visszanyerve mindenki bizalmát, egy második esélyt kér, amit meg is kap. Végül Jake és Cassie egybekelnek, és karácsony reggelén együtt ébrednek.
|  | Itt a vége a cselekmény részletezésének! |

## Szereposztás
| Szereplő                       | Színész                 | Magyar hang        |
| ------------------------------ | ----------------------- | ------------------ |
| Cassandra "Cassie" Nightingale | Catherine Bell          | Kisfalvi Krisztina |
| Jake Russell seriff            | Chris Potter            | Lux Ádám           |
| Brandon Russell                | Matthew Knight          | Bogdán Gergő       |
| Lori Russell                   | Hannah Endicott-Douglas | Hermann Lilla      |
| Martha Tinsdale                | Catherine Disher        | Halász Aranka      |
| George O'Hanrahan              | Peter MacNeil           | Barbinek Péter     |
| Tom Tinsdale                   | Paul Miller             |                    |
| Leon Deeks                     | Graham Abbey            |                    |
| Derek Sanders                  | Noah Cappe              | Szabó Máté         |
| Jody Deeks                     | Jordan Todosey          |                    |
| Ruth Deeks                     | Marie Ward              |                    |
| Betty                          | Laura Bertram           |                    |
| Gwen                           | Elizabeth Lennie        | Ősi Ildikó         |

## Folytatások
Négy közvetlen folytatást kapott a film. A következő részt 2011. október 29-én mutatta be Parányi varázslat: A család címmel. 2012 júniusában Catherine Bell bejelentette Twitter-oldalán, hogy júliusban és augusztusban megkezdődnek az 5. és 6. rész forgatási munkálatai. Az ötödik részt, a Parányi varázslat: Bűbáj-t 2012-ben, a hatodik részt, a Parányi varázslat: A végzet-et 2013-ban, a Parányi varázslat: Csoda című filmet 2014-ben mutatták be.
Ezt követően a történet a "Parányi varázslat" című sorozattal folytatódott.